# Apophua temporalis
Apophua temporalis là một loài tò vò trong họ Ichneumonidae.